# Packard One-Ten
Packard Eighteenth Series One-Ten era el nombre de una gama de automóviles con motor de seis cilindros producidos por Packard Motor Car Company de Detroit (Míchigan) durante los años modelo de 1940 y 1941. Supuso el cambio de nombre de la denominación One-Ten del Packard Fifteenth Series Six (115-C) anterior. El One-Ten compartía la distancia entre ejes del One-Twenty, pero se le dio la designación One-Ten para indicar que era el producto de nivel básico.

## Historia

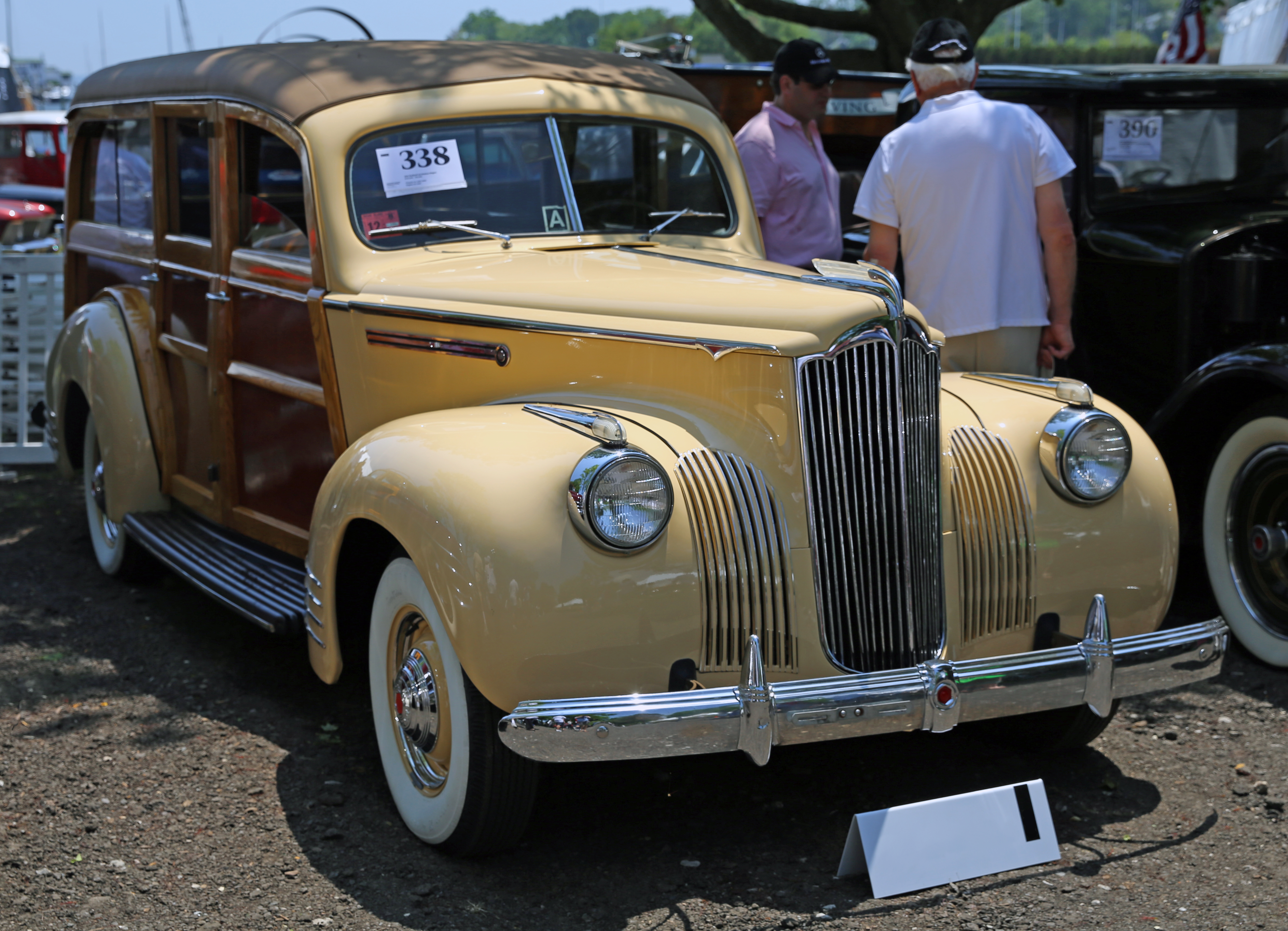
Packard One-Ten familiar wooddy (revestido de madera) de 1941

Después de una ausencia de diez años, Packard reintrodujo en 1937 una línea de automóviles de seis cilindros como respuesta a la depresión económica y al ciclo de recuperación en curso en los Estados Unidos. Como fabricante de automóviles independiente, Packard no podía buscar otras divisiones internas para respaldar sus modelos de lujo, por lo que la inclusión del Six, y del posterior One-Ten, fue necesaria para ayudar a respaldar los resultados de la compañía hasta que regresaran tiempos mejores.
Los críticos del Packard Six y del One-Ten han sostenido durante mucho tiempo que dañaron la reputación de Packard como la principal marca de lujo de Estados Unidos. Aun así, la reintroducción del Six no podría haber llegado en un mejor momento para el fabricante de automóviles, justo antes de la depresión económica de 1938 que azotó a la nación. Al ofrecer el modelo menos costoso, la empresa pudo atraer compradores que de otro modo no podían comprar coches más caros. Los precios oscilaron entre los 867 dólares (18 856 $ en 2023) para el Business Cupé y 1.200 dólares (26 098 $ en 2023)  para el Familiar.
Construido sobre una distancia entre ejes más corta que los Packard mayores, el One-Ten se introdujo en agosto de 1939. Estaba disponible en una amplia gama de estilos de carrocería, incluidos sedanes de dos y cuatro puertas, familiar y convertible. La producción total para el año modelo de 1940 fue de 62.300 unidades.
Después de su exitoso primer año, se amplió la gama de modelos One-Ten de 1941 y se agregó un segundo nivel de equipamiento, el Deluxe. Packard también agregó una línea para taxis dentro de la gama de modelos One-Ten. Las opciones incluían calefacción, radio, y a pesar de su condición de modelo de gama básica, aire acondicionado.
Para 1942, Packard tomó la decisión de conservar los modelos designados numéricamente dentro de su línea senior, y el One-Ten volvió a llamarse Packard Six.